# Xuetangliangzi
Xuetangliangzi (chinesisch 学堂梁子, Pinyin Xuétángliángzǐ) ist eine paläontologische Fundstätte im Stadtbezirk Yunyang der chinesischen Provinz Hubei. Die Stätte Xuetangliangzi befindet sich an der Quyuan-He-Flussmündung in den Fluss Han Jiang.
1989 und 1990 wurden hier – nahe der Gemeinde Mitousi – die Fragmente von zwei stark verformten und zerbrochenen Schädeln entdeckt („Yunxian-Menschen“, Sammlungsnummer EV 9001 und EV 9002), die von ihren chinesischen Beschreibern Homo erectus zugeschrieben werden. Anhand von benachbart gefundenen Tierfossilien wurde das Alter der beiden Schädel auf ungefähr 600.000 bis 400.000 Jahre eingegrenzt. Ähnlichkeiten bestehen mit dem sogenannten Dali-Mensch. Der Paläoanthropologe Chris Stringer wies im Jahre 2012 darauf hin, dass das Fossil möglicherweise zu den Denisova-Menschen gehören könne.
Die Fossilien wurden vom Institut für Kulturgegenstände und Archäologie der Provinz Hubei, dem Yunyang-Gebiet- (heute: Stadt Shiyan)-Museum und dem Museum des Kreises Yun ausgegraben. Die Stätte wird auch Stätte des Yunxian-Menschen genannt.
Im Herbst 2022 wurde bekannt gegeben, dass 35 Meter vom Fundort der beiden Schädel entfernt ein weiterer Schädel entdeckt wurde, benannt als Yunxian 3.
Die Xuetangliangzi-Stätte (Xuétángliángzǐ yízhǐ 学堂梁子遗址) steht seit 2001 auf der Liste der Denkmäler der Volksrepublik China (5-79).

## Belege
1. ↑  Peter Brown: Chinese Middle Pleistocene hominids and modern human origins in east Asia. In: Lawrence Barham und Kate Robson Brown (Hrsg.): Human Roots. Africa and Asia in the Middle Pleistocene. Western Academic & Specialist Publishers, Bristol 2001, S. 139, ISBN 978-0-9535418-4-3, Volltext (PDF; 3,5 MB)
2. ↑  Ian Tattersall: The Strange Case of the Rickety Cossack – and Other Cautionary Tales from Human Evolution. Palgrave Macmillan, New York 2015, S. 144, ISBN 978-1-137-27889-0
3. ↑  Chris Stringer: The status of Homo heidelbergensis (Schoetensack 1908). In: Evolutionary Anthropology: Issues, News, and Reviews. Band 21, Nr. 3, 2012, S. 101–107, doi:10.1002/evan.21311
4. ↑  Ancient skull uncovered in China could be million-year-old Homo erectus. Auf: nature.com vom 29. November 2022.

Koordinaten: 32° 50′ 2″ N, 110° 35′ 5″ O